# Streithorst (Naturschutzgebiet)
Der Streithorst ist ein Naturschutzgebiet in der niedersächsischen Gemeinde Bohmte im Landkreis Osnabrück.
Das Naturschutzgebiet mit dem Kennzeichen NSG WE 131 ist 6,9 Hektar groß. Es liegt im Ortsteil Streithorst am Nordrand von Hunteburg im Niederungsbereich der Hunte und stellt einen naturnahen Waldbestand unter Schutz. Dieser liegt im ehemaligen Gutspark des Gutes Streithorst und wird vom Lauf des Gelben Flusses, der etwas östlich des Naturschutzgebietes in die Hunte mündet, durchzogen. Das Gut Streithorst schließt sich im Norden an das Naturschutzgebiet an, das größtenteils von landwirtschaftlichen Nutzflächen umgeben ist.
Der Wald wird von naturnahen Eschen-Ulmen-Auwald geprägt. In ihm befindet sich eine Brutkolonie des Graureihers. Daneben bietet das Naturschutzgebiet insbesondere weiteren, zum Teil bestandsbedrohten Vogelarten Lebensraum.
Das Gebiet steht seit dem 21. August 1982 unter Naturschutz. Zuständige untere Naturschutzbehörde ist der Landkreis Osnabrück.